# Roger Dumas (acteur)
Pour les articles homonymes, voir Roger Dumas (homonymie) et Dumas.
Ne doit pas être confondu avec Philippe Dumat.
 (juillet 2016).
Si vous disposez d'ouvrages ou d'articles de référence ou si vous connaissez des sites web de qualité traitant du thème abordé ici, merci de compléter l'article en donnant les références utiles à sa vérifiabilité et en les liant à la section « Notes et références ».
Roger Dumas, né le 9 mai 1932 à Annonay et mort le 2 juillet 2016 à Paris 12e, est un comédien et parolier français.

## Biographie
Roger Dumas est né le 9 mai 1932 à Annonay, en Ardèche. Il passe son enfance dans cette ville et ses vacances dans la commune voisine de Boulieu-lès-Annonay avec sa famille. En raison de la Seconde Guerre mondiale, ses parents s’installent à Neuilly-sur-Seine, où ils ouvrent une pâtisserie. Pour des raisons de sécurité, Roger est envoyé à Montarcher, un petit village dans la Loire, où il séjourne pendant la guerre. En 1945, il rejoint ses parents à Neuilly-sur-Seine et poursuit sa scolarité au collège Sainte-Croix.
Profondément attaché à Montarcher, il y acquiert une résidence secondaire, l'ancienne école communale, dans laquelle il séjourne régulièrement.
Roger Dumas a été marié à l'actrice Marie-José Benhalassa (également connue sous le nom de Marie-José Nat) entre 1960 et 1961. Il a eu deux enfants, Julie et Sylvain, issus d’une autre union. Par la suite, il vit avec l'artiste Hélène Delprat jusqu’à son décès en 2016.

### Carrière

#### Théâtre
Au début des années 1950, Roger Dumas débute dans la compagnie du Théâtre du petit Jacques dirigée par Antonin Baryel. Jusqu'en 1956, à la suite de Guy Bedos, il tient le rôle de Bidibi ou bien celui du présentateur dans Les Aventures de Bidibi et Banban tandis que Jean-Paul Rouland tient celui de Banban. Il rejoint aussi la troupe de Michel de Ré en 1953.
Si en début de carrière, il se fait principalement remarquer au théâtre, comme dans Responsabilité limitée de Robert Hossein, c'est du cinéma, pour lequel il tourne un grand nombre de films, que vient sa notoriété.

#### Cinéma et télévision
Occupant des emplois dits de second rôle, il fut à l'affiche de plusieurs films de Claude Chabrol : notamment Le Tigre aime la chair fraîche en 1964, Masques en 1987, L'Ivresse du pouvoir en 2005. Avec Philippe de Broca en 1963, il tourne dans L'Homme de Rio aux côtés de Jean-Paul Belmondo. Comédien éclectique, Roger Dumas s'adapte à des univers aussi divers que celui du réalisateur Olivier Assayas dans Une nouvelle vie et Les Destinées sentimentales, et les comédies pour le grand public réalisées par Jean Girault, comme Pouic-Pouic, par Claude Zidi dans Association de malfaiteurs ou Denys de La Patellière dans Caroline chérie, ou encore dans Les Couloirs du temps : Les Visiteurs 2 de Jean-Marie Poiré.
Il tourna en 2006 sous la direction de Jean-Daniel Verhaeghe Le Grand Meaulnes et Ensemble, c'est tout de Claude Berri. On le retrouve en 2008 dans la distribution de La différence, c'est que c'est pas pareil, de Pascal Laëthier.
Il apparaît également à la télévision, dans les séries Les Cinq Dernières Minutes où il épaule Raymond Souplex dans l'enquête de l'épisode L'Épingle du jeu en 1962 - où il campe, dans le seul épisode « en costumes » censé se passer sous Louis-Philippe, le personnage de l'inspecteur Lecoq, imaginé par Émile Gaboriau -, dans Navarro avec Roger Hanin ou Julie Lescaut…

#### Parolier
Ayant plusieurs cordes à son arc artistique, c'est très vite qu'il écrit des chansons pour divers interprètes, avec, notamment, une grande collaboration avec son ami Jean-Jacques Debout. Ensemble, ils inventent des chansons originales pour les émissions télévisées de Maritie et Gilbert Carpentier. Il a coécrit également les paroles du générique du dessin animé Capitaine Flam.
Roger Dumas voit aussi nombre de ses chansons prendre vie sur scène pendant l'essor des carrières de Sylvie Vartan dès les années 1960 (Comme un garçon), puis de Chantal Goya dans de grandes comédies musicales créées au Palais des congrès de Paris entre 1980 et 1989.
Il est par ailleurs le seul homme à avoir reçu le prix Suzanne-Bianchetti, à l'occasion du film Rue des prairies.

### Vie privée
Il est marié de 1960 à 1961 à la comédienne Marie-José Nat.
Il a eu deux enfants, Julie et Sylvain, issus d’une autre union.
Par la suite, il vit avec l'artiste Hélène Delprat jusqu’à son décès en 2016.

### Mort
Il meurt le 2 juillet 2016 à l'hôpital Saint-Antoine à Paris à l'âge de 84 ans. Ses obsèques ont eu lieu le 7 juillet 2016 en l'église Saint-Roch à Paris 1er, en présence de nombreuses personnalités du monde de la chanson, du théâtre et du cinéma. Il est ensuite incinéré au crématorium du cimetière du Père-Lachaise.
Une cérémonie est organisée le dimanche 21 août à l'Eglise de Montarcher.

## Théâtre
- 1953 : Sens interdit d'Armand Salacrou, mise en scène Michel de Ré, Théâtre du Quartier latin
- 1953 : Les Reliques d'André de Richaud, mise en scène Michel de Ré, Théâtre du Vieux-Colombier
- 1954 : Responsabilité limitée de Robert Hossein, mise en scène Jean-Pierre Grenier, Théâtre Fontaine
- 1958 : L'Année du bac de José-André Lacour, mise en scène Yves Robert, Théâtre Édouard-VII
- 1960 : Le Mobile d'Alexandre Rivemale, mise en scène Jean-Pierre Grenier, Théâtre Fontaine
- 1961 : Alcool de Jacques Robert, mise en scène Christian-Gérard, Théâtre de l'ABC
- 1961 : Ici ou ailleurs, Architruc-L'Hypothèse de Robert Pinget
- 1962 : L'Idée d'Élodie de Michel André, mise en scène Jean Le Poulain, Théâtre Michel
- 1965 : La Seconde Surprise de l'amour de Marivaux, mise en scène Maurice Guillaud, Festival du Marais
- 1973 : Virgule de Roger Hanin, Théâtre Daunou
- 1974 : La Nuit des dauphins de Remo Forlani, Théâtre de l'Alliance française
- 1980 : Une chambre pour enfant sage de Didier Decoin, mise en scène Pierre Vielhescaze, Théâtre Tristan-Bernard
- 1984 : La Bagarre de Roger Vitrac, mise en scène Jacques Seiler, Théâtre de l'Atelier
- 1985 : L'Ouest, le vrai de Sam Shepard, mise en scène Jean-Michel Ribes & Luc Béraud, Théâtre de la Madeleine
- 1987 : Monte Cristo d'après Alexandre Dumas, mise en scène Jacques Weber, Théâtre de Nice, Grande Halle de la Villette
- 1988 : Monte Cristo d'après Alexandre Dumas, mise en scène Jacques Weber, Théâtre de Nice
- 1989 : Le Misanthrope ou l'Atrabilaire amoureux de Molière, mise en scène Jacques Weber, Théâtre de Nice, Théâtre de la Porte-Saint-Martin
- 1991 : À propos de Martin de Roger Dumas, mise en scène Arnaud Bedouet, Théâtre de Nice
- 1994 : Le Retour d'Harold Pinter, mise en scène Bernard Murat, Théâtre de l'Atelier
- 1997 : La Terrasse de Jean-Claude Carrière, mise en scène Bernard Murat, Théâtre Antoine
- 1999 : La Cerisaie d'Anton Tchekhov, mise en scène Georges Wilson, Espace Pierre Cardin
- 2002 : Hysteria (en) de Terry Johnson, mise en scène John Malkovich, Théâtre Marigny
- 2004 : Devinez Qui ? Dix petits nègres d'Agatha Christie, mise en scène Bernard Murat, Théâtre du Palais-Royal
- 2005 : Moins deux de Samuel Benchetrit, mise en scène de l'auteur, Théâtre Hébertot ; Molière second rôle 2006
- 2006 : Art, vérité et politique/Monologue d'Harold Pinter, Festival NAVA Limoux
- 2007 : Moins deux de Samuel Benchetrit, mise en scène de l'auteur, La Filature, Théâtre National de Nice, tournée
- 2008 : L'Antichambre de Jean-Claude Brisville, mise en scène Christophe Lidon, Théâtre Hébertot
- 2010 : Audition de Jean-Claude Carrière, mise en scène Bernard Murat, Théâtre Édouard VII
- 2010 : À propos de Martin de Roger Dumas, mise en scène Arnaud Bédouet
- 2012 : Je ne serai pas au rendez-vous, mise en scène Ladislas Chollat, Théâtre des Mathurins
- 2012 - 2013 : L'Étudiante et Monsieur Henri d'Ivan Calberac, mise en scène José Paul, Petit Théâtre de Paris

## Filmographie

### Cinéma

#### Longs métrages
- 1953 : Les Fruits sauvages d’Hervé Bromberger : Hans
- 1953 : Avant le déluge d'André Cayatte : un élève
- 1955 : Les Premiers Outrages de Jean Gourguet : Jojo
- 1956 : Pardonnez nos offenses, de Robert Hossein
- 1956 : La mariée est trop belle de Pierre Gaspard-Huit : Marc
- 1956 : Si tous les gars du monde de Christian-Jaque
- 1956 : Signé Arsène Lupin d'Yves Robert : Isidore Bautrelet/Veritas
- 1959 : Rue des prairies de Denys de La Patellière : Fernand Neveux
- 1963 : Pouic-Pouic de Jean Girault : Paul
- 1963 : L'Homme de Rio de Philippe de Broca : Lebel
- 1964 : Le Tigre aime la chair fraîche de Claude Chabrol : Duvet
- 1965 : Le Tigre se parfume à la dynamite de Claude Chabrol : Duvet
- 1966 : La ligne de démarcation de Claude Chabrol : Le Chéti
- 1967 : Caroline chérie de Denys de La Patellière : Clément, l'ancien jardinier du comte
- 1973 : La Balançoire à minouches de Jean-Louis van Belle
- 1975 : La Rage au poing d'Éric Le Hung
- 1975 : Le Faux-cul de Roger Hanin : Frémicourt
- 1977 : Tendre Poulet de Philippe de Broca : Marcel Guérin, l'inspecteur
- 1983 : Le Marginal de Jacques Deray : l'inspecteur Simon
- 1983 : Fort Saganne d'Alain Corneau : Vulpi
- 1984 : L'Amour en douce d'Édouard Molinaro : Georges
- 1984 : La Femme publique d'Andrzej Żuławski : André, le photographe
- 1986 : Le Débutant de Daniel Janneau : Marceau
- 1986 : Association de malfaiteurs de Claude Zidi : super-intendant Brunet
- 1987 : Chouans ! de Philippe de Broca : Bouchard
- 1987 : Masques de Claude Chabrol : Manu
- 1988 : Les Années sandwiches de Pierre Boutron : l'homme au chien
- 1989 : Bunker Palace Hôtel d'Enki Bilal : Zarka
- 1992 : Une nouvelle vie d'Olivier Assayas : Martin
- 1992 : Conte d'hiver de Eric Rohmer : Léontès, le roi (représentation de Shakespeare)
- 1994 : Le Nouveau Monde d'Alain Corneau : le curé
- 1995 : Tykho Moon d'Enki Bilal : Patron
- 1997 : Soleil de Roger Hanin : M. Muraton
- 1997 : Les Couloirs du temps : Les Visiteurs 2 de Jean-Marie Poiré : Maître Valoche
- 2000 : Les Destinées sentimentales d’Olivier Assayas : le patron de Pauline'
- 2000 : Inch'Allah dimanche de Yamina Benguigui : M. Donze, le voisin
- 2005 : L'Ivresse du pouvoir de Claude Chabrol : René Lange
- 2006 : Le Grand Meaulnes de Jean-Daniel Verhaeghe : l'horloger
- 2006 : Ensemble, c'est tout de Claude Berri : le patron du « restaurant des voyageurs »
- 2008 : J'ai toujours rêvé d'être un gangster de Samuel Benchetrit : Pierrot la Pince
- 2008 : Ca$h d'Éric Besnard : Émile
- 2008 : Le Premier Jour du reste de ta vie de Rémi Bezançon: Pierre, le grand-père
- 2009 : Erreur de la banque en votre faveur de Michel Munz et Gérard Bitton : Lebrun
- 2009 : La différence, c'est que c'est pas pareil de Pascal Laëthier : le grand-père
- 2009 : Le Concert de Radu Mihaileanu : Momo
- 2010 : L'Autre Dumas de Safy Nebbou : M. de Saint-Omer
- 2011 : Derrière les murs de Julien Lacombe: père Francis
- 2012 : Zarafa de Rémi Bezançon et Jean-Christophe Lie (voix)
- 2015 : Premiers crus de Jérôme Le Maire : Grand Jacques

#### Courts métrages
- 1985 : Lift show de Christian Le Hémonet
- 1999 : Monsieur le député de Christian Carion
- 2003 : Précipitations de Michel Tavarès
- 2005 : Comme un lundi d'Ivan Radkine
- 2009 : Le Lit près de la fenêtre de Michaël Barocas
- 2015 : L'avenir est à nous de Benjamin Guillard

### Télévision

#### Téléfilms
- 1967 : Au théâtre ce soir : Isabelle et le pélican de Marcel Franck, mise en scène Maurice Guillaud, réalisation Pierre Sabbagh, Théâtre Marigny
- 1969 : La Veuve rusée (de Carlo Goldoni) de Jean Bertho : Arlequin
- 1979 : Le Comte de Monte-Cristo d'après Alexandre Dumas, réalisé par Denys de la Patellière : Danglars
- 1979 : L'Orange amère de Roger Hanin : Ernest Blumenfeld
- 1983 : La Veuve rouge d'Édouard Molinaro : Vannier
- 1985 : Série noire : Pitié pour les rats de Jacques Ertaud : Julien Lenfant
- 1988 : Les Dossiers secrets de l'inspecteur Lavardin : L'Escargot noir de Claude Chabrol : Pierre Tassin
- 1989 : Orages d'été : Clermont
- 1990 : Les Mouettes de Jean Chapot : Marceau
- 1992 : Un été glacé de Bernard Giraudeau : Dubois
- 1992 : Mademoiselle Fifi ou Histoire de rire de Claude Santelli : Célestin
- 1994 : Le Fils du cordonnier d'Hervé Baslé : M. Courtois
- 1995 : La Rivière Espérance de Josée Dayan : Hippolyte Barcos
- 1996 : Petite Sœur de Marion Sarraut : le directeur
- 1997 : Les Héritiers de Josée Dayan
- 1997 : Vivre avec toi de Claude Goretta
- 1997 : Maigret et l'enfant de chœur de Pierre Granier-Deferre : Dupin-Duclos
- 2000 : La Canne de mon père de Jacques Renard : le curé
- 2002 : L'Amour en kit de Philippe de Broca : Raoul Galuchet
- 2003 : Les Thibault de Jean-Daniel Verhaeghe : Jalicourt
- 2006 : Comment lui dire de Laurent Firode - Raoul Latour
- 2006 : Le Cri d'Hervé Baslé : le chef comptable
- 2008 : L'Abolition de Jean-Daniel Verhaeghe
- 2008 : Raboliot de Jean-Daniel Verhaeghe : Touraille
- 2008 : Sa raison d'être de Renaud Bertrand : Elie Sanson
- 2009 : Folie douce de Josée Dayan : le père de Juliette
- 2009 : Contes et nouvelles du XIXe siècle : Boubouroche de Laurent Heynemann : le voisin
- 2011 : La Très excellente et divertissante histoire de François Rabelais d'Hervé Baslé : l'accusateur
- 2011 : Chez Maupassant (Mon oncle Sosthène) de Gérard Jourd'hui : Mouton
- 2012 : Le Bonheur des Dupré de Bruno Chiche : Papy li
- 2013 : Les Vieux Calibres de Marcel Bluwal - Double Infarct
- 2013 : Le Clan des Lanzac de Josée Dayan : Dr Chenilleau

#### Séries télévisées
- 1962 : Les Cinq Dernières Minutes, épisode L’Épingle du jeu de Claude Loursais
- 1963 : L'inspecteur Leclerc enquête de Robert Vernay : La mariée
- 1969 : Candice, ce n'est pas sérieux de Lazare Iglésis : Rodgers
- 1972 : Les Évasions célèbres,  épisode Le Joueur d'échecs : docteur Orlovski
- 1987 : Les Enquêtes du commissaire Maigret : M. Gallet décédé de Georges Ferraro : Tiburce de Saint-Hilaire
- 1988 : Sueurs froides - épisode   La belle ouvrage : Jacques
- 1989 : Navarro -  épisode  Un rouleau ne fait pas le printemps : Blain
- 1993 : Navarro -  épisode  Coupable je présume? : Dunod
- 1993 : Les Maîtres du pain d'Hervé Baslé, épisodes no 1.1 et no 1.2 : Basile Restou
- 1995 : Les Cinq Dernières Minutes - épisode Mort d'un géant : Roger Verchelle
- 1996 : Julie Lescaut, épisode Crédit Revolver de Josée Dayan : Barbet
- 1998 : Le Comte de Monte-Cristo, mini-série de Josée Dayan : Capitaine Coclès
- 1999 : Maître Da Costa, épisode Les violons de la calomnie : Louis Millau
- 2000 : Les Misérables de Josée Dayan, épisodes de 1 à 4 : Lorrain
- 2001 : Commissaire Moulin, épisode  Un flic sous influence : Ferrandini
- 2005 : Vénus et Apollon, épisode Soin mortel : le vieux monsieur
- 2005 : Les Bœuf-carottes, épisode Parmi l'élite : Jeantet
- 2007 : Le Clan Pasquier, épisode Un si bel héritage de Jean-Daniel Verhaeghe : le notaire
- 2008 : Collection Fred Vargas, épisode Sous les vents de Neptune de Josée Dayan : Barlut
- 2009 : Contes et nouvelles du XIXe siècle, épisode Boubouroche de Laurent Heynemann : le voisin
- 2010 : Un village français, épisode Notre père : René Larcher

## Auteur ou coauteur de chansons
Roger Dumas est, entre autres, le coauteur des paroles du générique de Capitaine Flam, qu'il avouera en 2012 sur Europe 1 avoir écrit en vingt minutes avant de partir en vacances.
Il a écrit ou coécrit des textes pour :
Chantal Goya (plus de quatre-vingt chansons) :
- Adieu les jolis foulards
- Ah ! Ah ! Monsieur Chocolat
- Au château Nougatine
- À Livanoff
- Ami (viens chanter avec nous)
- Amis faisons du sport
- Au revoir
- Avec du courage
- Capitaine Flam
- Capitaine Perroquet
- Chacun son métier
- Cher Monsieur de Saint-Exupéry
- Cinéma, cinéma
- Dans la rue
- Dans notre maison
- David le gnome
- Ding-dong sonne, sonne
- Dis-moi pourquoi
- Et vive les pioupious
- Fantasmagomique
- Gavroche
- Good night, bonne nuit
- Je voudrais les sauver
- Jolie coccinelle
- La chèvre de Monsieur Seguin
- La marionnette
- La petite fille aux allumettes
- Le bon Dieu
- Le bonheur
- Le monde tourne à l'envers
- Loup-Loup
- Mais en attendant Maître-Renard
- Maman Chanson
- Marchand de sable
- Molière
- Mon Pinocchio
- Monsieur Gershwin
- Monsieur Pétrole
- On devient fou dans les grands magasins
- On m'appelle Cendrillon
- On n'y peut rien
- On va jouer au carnaval
- Papa Ballon
- Piou Piou, petit poussin
- Poisson d'avril
- Polichinelle
- Poupée russe
- Pour qu'il soit doux à sa doudou
- Quand on a des sous
- Quand on sème l'amour
- Quatre petits soldats
- Riri, Fifi, Loulou
- Siffle-la notre chanson d'amour
- Soufflavide et Grattamort
- Sorcière, sorcière
- Titi Malia
- Tout l'amour du monde
- Trois pommes
- Une écharpe, une rose
- Une fleur à mon chapeau
- Un lapin

| Richard Anthony : - Petite anglaise (1968) Dani : - Darling Dollar - Les petits lapins Johnny Hallyday : - Deux amis pour un amour | Monique Leyrac : - Pour cet amour Yves Montand : - Madrid Les Compagnons de la chanson : - L’oncle Sébastien (musique de Jean-Pierre Calvet) Patachou : - Le village n'est pas la ville | Sylvie Vartan : - Il y a deux filles en moi - Comme un garçon - Baby Capone - Un p'tit peu beaucoup (en duo avec Carlos) - On a toutes besoin d'un homme - Ballade pour une fugue - Si j'étais général - Dilindam - Pour lui je reviens - Les petites filles modèles (en duo avec Chantal Goya) - Je chante pour Swanee |

Mais aussi pour Carlos, Marie Laforêt, Thierry Le Luron, Georgette Lemaire, Gérard Lenorman, Zizi Jeanmaire, etc[réf. nécessaire].

## Textes et dialogues pour la scène et le cinéma

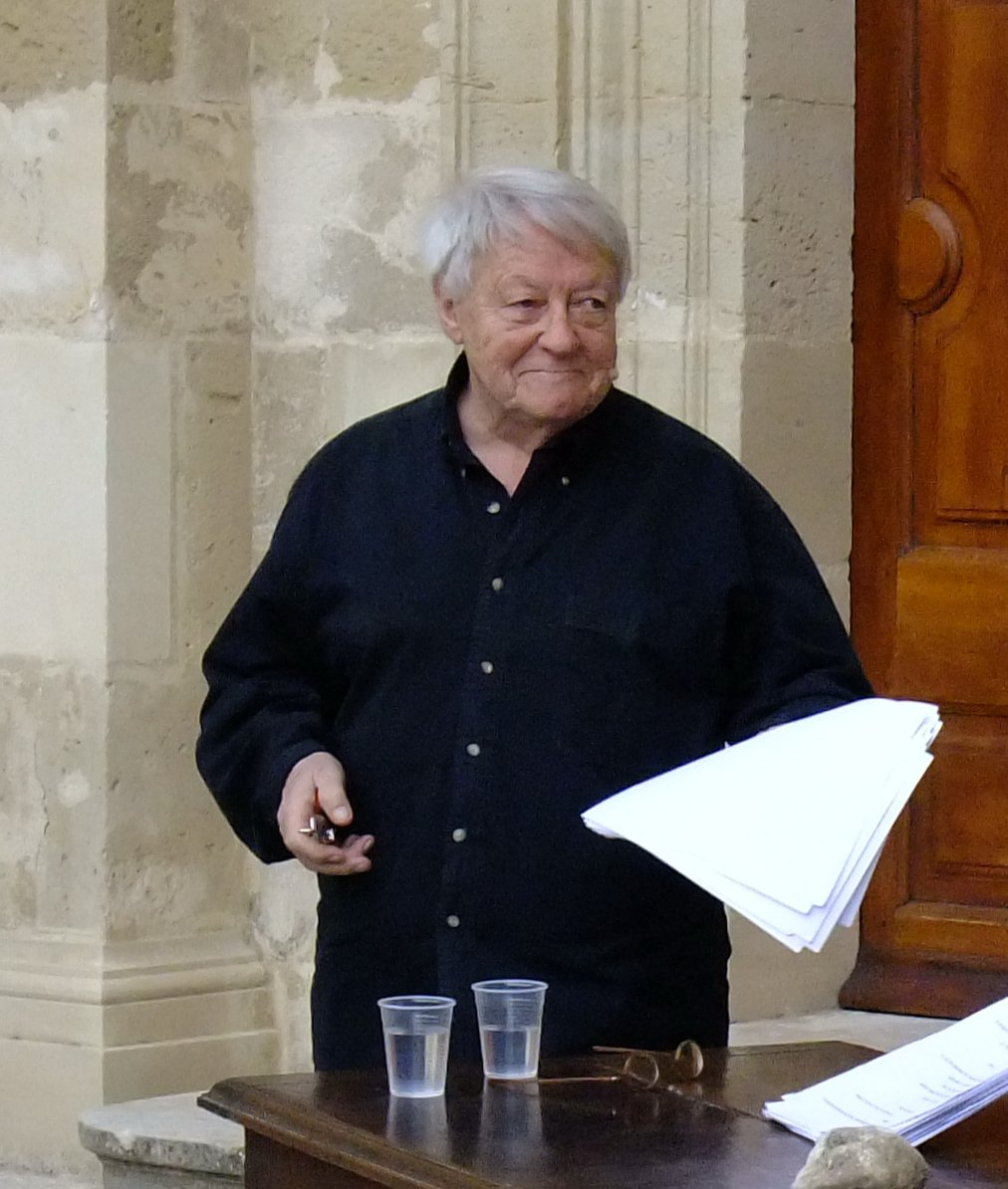
Roger Dumas au 15e Festival de la correspondance de Grignan en 2010.

- Du bleu, du blanc, du rouge, de Roland Petit au Casino de Paris avec Zizi Jeanmaire
- Nuits de paradis, au Paradis Latin
- La Légende de Saint-Loup, 1988 à Saint-Loup-Lamairé
- Les Aventures extraordinaires de Michel Strogoff, 2004

## Radio
- 2010 : Le procès Pétain de Étienne Valles. Feuilleton radiophonique en 15 épisodes, reconstitution historique sur un script de Dominique Missika, diffusé sur France Culture. Rôle : le maréchal Pétain.

## Distinctions
Roger Dumas est le seul homme à avoir reçu le prix Suzanne-Bianchetti : en 1959, pour son interprétation dans le film Rue des prairies.
- 1994 : nomination au Molière du comédien dans un second rôle pour Le Retour
- 2003 : nomination au Molière du comédien dans un second rôle pour Hysteria (en)
- 2006 : Molière du comédien dans un second rôle pour Moins 2